# Гайді Шпрунґ
Гайді Шпрунґ (нім. Heidi Sprung; нар. 10 січня 1969) — колишня австрійська тенісистка.
Найвищу одиночну позицію світового рейтингу — 212 місце досягла 14 жовтня 1991, парну — 97 місце — 17 липня 1989 року.
Здобула 3 парні титули туру ITF.
Найвищим досягненням на турнірах Великого шолома було 2 коло в парному розряді.

## Фінали Туру WTA

### Парний розряд:1 поразка
| Результат | Дата                  | Турнір                    | Категорія | Покриття | Партнерка             | Суперниці                      | Рахунок     |
| --------- | --------------------- | ------------------------- | --------- | -------- | --------------------- | ------------------------------ | ----------- |
| Поразка   | Fernleaf Classic 1989 | Веллінґтон, Нова Зеландія | Tier I    | Тверде   | Трейсі Мортон-Роджерс | Елізабет Смайлі Дженін Томпсон | 6–7(3), 1–6 |

## Фінали ITF
| турніри $25,000 |
| турніри $10,000 |

### Одиночний розряд (0–2)
| Результат | Ранг | Дата          | Турнір                    | Покриття | Суперниця          | Рахунок  |
| --------- | ---- | ------------- | ------------------------- | -------- | ------------------ | -------- |
| Поразка   | 1.   | 22 липня 1991 | Шварцах, Австрія          | Ґрунт    | Барбара Мулей      | 2–6, 1–6 |
| Поразка   | 2.   | 29 липня 1991 | Реда-Віденбрюк, Німеччина | Ґрунт    | Флорентіна Курпене | 3–6, 2–6 |

### Парний розряд (3–5)
| Результат | Ранг | Дата           | Турнір                      | Покриття  | Партнерка       | Суперниці                             | Рахунок       |
| --------- | ---- | -------------- | --------------------------- | --------- | --------------- | ------------------------------------- | ------------- |
| Поразка   | 1.   | 4 серпня 1986  | Кіцбюель, Австрія           | Ґрунт     | Юдіт Візнер     | Джастін Браун Луїс Флемінг            | 0–6, 0–6      |
| Поразка   | 2.   | 13 липня 1987  | Ерланген, Західна Німеччина | Ґрунт     | Елісон Скотт    | Дениса Крайчовичова Віржіні Паке      | 1–6, 2–6      |
| Перемога  | 3.   | 27 липня 1987  | Кіцбюель, Австрія           | Ґрунт     | Юдіт Візнер     | Беттіна Діснер Карін Оберляйтнер      | 6–3, 6–4      |
| Перемога  | 4.   | 1 липня 1991   | Файгінген, Німеччина        | Ґрунт     | Ліса Сіманн     | Генріке Кадзідрога Патрісія Міллер    | 7–6, 6–1      |
| Поразка   | 5.   | 22 липня 1991  | Шварцах, Австрія            | Ґрунт     | Агнесе Густмане | Каріна Габшудова Катаріна Студенікова | 3–6, 1–6      |
| Перемога  | 6.   | 31 травня 1993 | Касерес, Іспанія            | Тверде    | Елені Россайдс  | Ципора Обзилер Лімор Зальтц           | 0–6, 6–2, 6–2 |
| Поразка   | 7.   | 18 жовтня 1993 | Лангенталь, Швейцарія       | Килим (i) | Анн Де Жйоанні  | Мірка Федерер Наталі Чан              | 4–6, 6–4, 1–6 |
| Поразка   | 8.   | 10 квітня 1994 | Лімож, Франція              | Ґрунт     | Анжелік Олів'є  | Ізабель Демонжо Марія Страндлунд      | 2–6, 2–6      |